# Leonidas Payne
Leonidas Warren Payne, Jr., né le 12 juillet 1873 à Auburn, Alabama et décédé le 16 juin 1945, est un linguiste et professeur d'anglais à l'Université du Texas à Austin. Il est le cofondateur de la Texas Folklore Society avec John Lomax, dont ils furent respectivement les premiers président et secrétaire, est l'éditeur de la première anthologie de la littérature du Texas et est l'un des premiers à avoir reconnu le talent de E. E. Cummings.

## Biographie
Payne fréquente les écoles publiques d'Auburn et sort diplômé de l'Alabama Polytechnic Institute d'Auburn en 1893. Il obtient un doctorat de l'université de Pennsylvanie en 1904. Il enseigne l'anglais à la Southwest Alabama Agricultural School, à la State Normal School of Alabama et à l'Université de Pennsylvanie avant d'obtenir son doctorat. De 1904 à 1906, il est éditeur associé du Dictionary de Worcester et devient, en 1906, professeur assistant à l'université d'État de Louisiane
Après quelques mois passés dans cette université, Payne se voit offrir et accepte un poste à l'Université du Texas. En 1909, Lomax et lui-même fondent la Texas Folklore Society, dont il devient le premier président. En 1919, il est élu professeur permanent à l'Université du Texas. En 1928, il publie la première anthologie de la littérature texane, sous le titre A Survey of Texas Literature.
Payne, dans son université, est l'un des premiers professeurs de littérature américaine. Il maintient des liens d'amitié avec Edward Arlington Robinson, Carl Sandburg et Robert Frost. Il supervise les travaux de Stark Young et J. Frank Dobie et est le premier à louer le talent de E. E. Cummings. Payne publie deux travaux majeurs en plus de son anthologie : History of American Literature (1919) et Texas Poems (1936).
Il prend sa retraite de l'Université du Texas en 1943 et meurt en 1945.

## Sources en anglais
- Frances Edward Abernathy, T for Texas: A State Full of Folklore. Dallas, E-Hart Press, 1982.
- John R. Durbin, In Memoriam: Leonidas Warren Payne, Jr., 1945. Consulté le 7 avril 2007.
- Sarah Payne Foxworth, Payne, Leonidas Warren, Jr., The Handbook of Texas Online. Consulté le 7 avril 2007.
- The University of Texas, The University of Texas Record, Volume VII, Austin, Texas University, 1906, pp 201-202.